# Luz solar
A Luz solar é uma parte da radiação eletromagnética emitida pelo Sol, em particular a luz infravermelha, visível e ultravioleta. Na Terra, a luz solar é espalhada e filtrada através da atmosfera terrestre como luz do dia quando o Sol está acima do horizonte. Quando a radiação solar direta não é bloqueada por nuvens, ela é experimentada como luz solar, uma combinação de luz brilhante e calor radiante (Atmosférico). Quando bloqueada por nuvens ou refletida em outros objetos, a luz solar é difundida. Fontes estimam uma média global entre 164 watts e 340 watts por metro quadrado em um dia de 24 horas; este número é estimado pela NASA como sendo cerca de um quarto da irradiação solar total média da Terra.
A radiação ultravioleta na luz solar tem efeitos positivos e negativos para a saúde, pois é um requisito para a síntese de vitamina D3 e um agente mutagênico.
A luz solar leva cerca de 8,3 minutos para chegar à Terra a partir da superfície do Sol. Um fóton começando no centro do Sol e mudando de direção toda vez que encontra uma partícula carregada levaria entre 10 000 e 170 000 anos para chegar à superfície.
A luz solar é um fator-chave na fotossíntese, o processo usado por plantas e outros organismos autotróficos para converter a energia luminosa, normalmente do Sol, em energia química que pode ser usada para sintetizar carboidratos e alimentar as atividades dos organismos.
A iluminação natural é a iluminação natural dos espaços interiores, admitindo a luz solar. A irradiação solar é a energia solar disponível a partir da luz solar.

## Medição
Pesquisadores podem medir a intensidade da luz solar usando um registrador de brilho solar, um piranômetro ou um pirheliômetro. Para calcular a quantidade de luz solar que alcança o solo, tanto a excentricidade da órbita elíptica da Terra quanto a atenuação pela atmosfera terrestre devem ser levadas em conta. A iluminância solar extraterrestre (Eext), corrigida pela órbita elíptica usando o número do dia do ano (dn), é dada, aproximadamente, por :{\displaystyle E_{\rm {ext}}=E_{\rm {sc}}\cdot \left(1+0,033412\cdot \cos \left(2\pi {\frac {{\rm {dn}}-3}{365}}\right)\right),} onde dn=1 em 1 de janeiro; dn=32 em 1 de fevereiro; dn=59 em 1 de março (exceto em anos bissextos, onde dn=60), etc. Nesta fórmula, dn–3 é usado, porque nos tempos modernos, o periélio da Terra, a abordagem mais próxima ao Sol e, portanto, o máximo Eext, ocorre por volta de 3 de janeiro a cada ano. O valor de 0,033412 é determinado sabendo que a razão entre o periélio (0.98328989 UA) ao quadrado e o afélio (1,01671033 UA) ao quadrado deve ser aproximadamente 0,935338.
A constante de iluminância solar (Esc) é igual a 128×103 lux. A iluminância normal direta (Edn), corrigida para os efeitos de atenuação da atmosfera, é dada por: :{\displaystyle E_{\rm {dn}}=E_{\rm {ext}},e^{-cm},} onde c é a extinção atmosférica e m é a massa óptica relativa. A extinção atmosférica reduz o número de lux para cerca de 100 000 lux.
A quantidade total de energia recebida no nível do solo do Sol no zênite depende da distância até o Sol e, portanto, da época do ano. É cerca de 3,3% maior que a média em janeiro e 3,3% menor em julho (veja abaixo). Se a radiação solar extraterrestre for de 1.367 watts por metro quadrado (o valor quando a distância Terra-Sol é de 1 unidade astronômica), então a luz solar direta na superfície terrestre quando o Sol está no zênite é cerca de 1.050 W/m2, mas a quantidade total (direta e indireta da atmosfera) que atinge o solo é em torno de 1 120 W/m2. Em termos de energia, a luz solar na superfície terrestre é de cerca de 52 a 55 por cento infravermelho (acima de 700 nm), 42 a 43 por cento visível (400 a 700 nm), e 3 a 5 por cento ultravioleta (abaixo de 400 nm). No topo da atmosfera, a luz solar é cerca de 30% mais intensa, tendo cerca de 8% de ultravioleta (UV), com a maior parte do UV extra consistindo em ultravioleta de onda curta biologicamente danoso.
Luz solar direta tem uma eficácia luminosa de cerca de 93 lúmens por watt de fluxo radiante. Isso é maior do que a eficácia (da fonte) de iluminação artificial que não sejam LEDs, o que significa que usar luz solar para iluminação aquece menos um ambiente do que a iluminação fluorescente ou incandescente. Multiplicando a figura de 1 050 watts por metro quadrado por 93 lúmens por watt indica que a luz solar brilhante fornece uma iluminância de aproximadamente 98 000 lux (lúmens por metro quadrado) em uma superfície perpendicular ao nível do mar. A iluminação de uma superfície horizontal será consideravelmente menor do que isso se o Sol não estiver muito alto no céu. Em média ao longo do dia, a maior quantidade de luz solar em uma superfície horizontal ocorre em janeiro no Polo Sul (veja insolação).
Dividindo a irradiância de 1 050 W/m2 pelo tamanho do disco solar em esteradianos dá uma radiância média de 15,4 MW por metro quadrado por esteradiano. (No entanto, a radiância no centro do disco solar é um pouco maior do que a média sobre todo o disco devido ao escurecimento do limbo.) Multiplicando isso por π dá um limite superior para a irradiância que pode ser focada em uma superfície usando espelhos: 48,5 MW/m2.

## Composição e potência
O espectro da radiação solar do Sol pode ser comparado com o de um corpo negro com uma temperatura de cerca de 5 800 K (veja o gráfico). O Sol emite radiação eletromagnética em grande parte do espectro eletromagnético. Embora a radiação criada no núcleo solar consista principalmente de raio X, a absorção interna e a termalização convertem esses fótons de superalta energia em fótons de menor energia antes de atingirem a superfície do Sol e serem emitidos para o espaço. Como resultado, a fotosfera do Sol não emite muitos raios X (raios X solares), embora emita "radiações duras" como raios X e até mesmo raios gama durante fulgor solars. O Sol calmo (não em erupção), incluindo sua coroa, emite uma ampla gama de comprimentos de onda: raios X, ultravioleta, luz visível, infravermelho e ondas de rádio. Diferentes profundidades na fotosfera têm diferentes temperaturas, e isso explica parcialmente as divergências de um espectro de corpo negro.

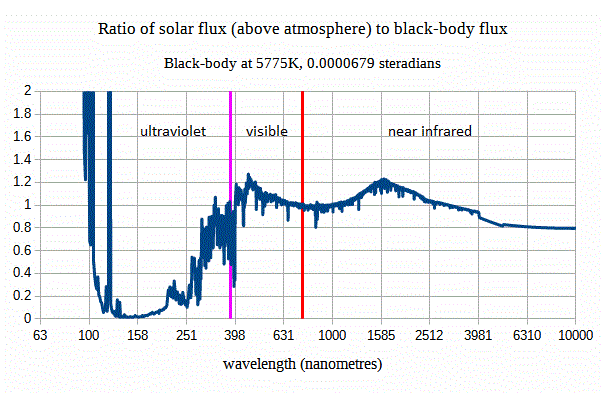
Espectro solar comparado ao corpo negro em 5775 K

Também há um fluxo de raios gama do Sol tranquilo, obedecendo a uma lei de potência entre 0,5 e 2,6 TeV. Alguns raios gama são causados pela interação dos raios cósmicos com a atmosfera solar, mas isso não explica essas descobertas.
A única assinatura direta dos processos nucleares no núcleo do Sol é através dos neutrinos muito fracamente interativos.

Irradiação espectral solar (watts por metro quadrado por nanômetro) acima da atmosfera (amarelo) e na superfície (vermelho). Os raios ultravioleta extremos e os raios X são produzidos (à esquerda do intervalo de comprimento de onda), mas compreendem quantidades muito pequenas da potência total de saída do Sol (área sob a curva)

Embora a coroa solar seja uma fonte de radiação ultravioleta extrema e raios X, esses raios compõem apenas uma quantidade muito pequena da potência de saída do Sol (veja o espectro à direita). O espectro de quase toda a radiação eletromagnética solar que atinge a atmosfera terrestre abrange uma faixa de 100 nm a cerca de 1 mm (1 000 000 nm). Esta faixa de radiação significativa pode ser dividida em cinco regiões em ordem crescente de comprimentos de onda:
Ultravioleta C ou (UVC), que abrange uma faixa de 100 a 280 nm. O termo ultravioleta refere-se ao fato de que a radiação está em uma frequência mais alta do que a luz violeta (e, portanto, também invisível para o olho humano). Devido à absorção pela atmosfera, muito pouco alcança a superfície da Terra. Este espectro de radiação possui propriedades germicidas, como usado em lâmpada germicidas.
Ultravioleta B ou (UVB) abrange de 280 a 315 nm. Também é amplamente absorvido pela atmosfera da Terra e, junto com o UVC, causa a reação fotoquímica levando à produção da camada de ozônio. Danifica diretamente o DNA e causa queimadura solar. Além deste efeito a curto prazo, ele aumenta o envelhecimento da pele e promove significativamente o desenvolvimento de câncer de pele, mas também é necessário para a síntese de vitamina D na pele dos mamíferos.
Ultravioleta A ou (UVA) abrange de 315 a 400 nm. Este espectro foi uma vez considerado menos prejudicial ao DNA, e, portanto, é usado em bronzeamento artificial cosmético (cabines de bronzeamento e camas de bronzeamento) e terapia PUVA para psoríase. No entanto, agora sabe-se que o UVA causa danos significativos ao DNA por meio de rotas indiretas (formação de radicais livres e espécies reativas de oxigênio), e pode causar câncer.
Faixa visível ou luz abrange de 380 a 700 nm. Como o nome sugere, esta faixa é visível a olho nu. É também a faixa de saída mais forte do espectro total de irradiância do Sol.
Infravermelho que abrange de 700 nm a 1 000 000 nm (1 mm). Compreende uma parte importante da radiação eletromagnética que chega à Terra. Os cientistas dividem a faixa infravermelha em três tipos com base no comprimento de onda: ** Infravermelho-A: 700 nm a 1 400 nm ** Infravermelho-B: 1 400 nm a 3 000 nm ** Infravermelho-C: 3 000 nm a 1 mm.

### Tabelas publicadas
Tabelas de radiação solar direta em várias inclinações de 0 a 60 graus de latitude norte, em calorias por centímetro quadrado, emitidas em 1972 e publicadas pela Estação Experimental de Florestas e Áreas de Pacific Northwest, Serviço Florestal, Departamento de Agricultura dos EUA, Portland, Oregon, EUA, aparecem na web.

## Intensidade no Sistema Solar

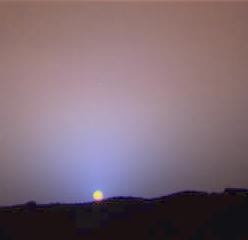
A luz solar em Marte é mais fraca do que na Terra. Esta foto de um pôr do sol marciano foi registrada pelo Mars Pathfinder.

Corpos diferentes do Sistema Solar recebem luz com uma intensidade inversamente proporcional ao quadrado de sua distância do Sol.
Uma tabela comparando a quantidade de radiação solar recebida por cada planeta no Sistema Solar no topo de sua atmosfera:
| Planeta ou planeta anão | distância (UA) | distância (UA) | Radiação solar (W/m2) | Radiação solar (W/m2) |
| ----------------------- | -------------- | -------------- | --------------------- | --------------------- |
| Planeta ou planeta anão | Periélio       | Afélio         | máxima                | mínima                |
| Mercúrio                | 0,3075         | 0,4667         | 14 446                | 6 272                 |
| Vênus                   | 0,7184         | 0,7282         | 2 647                 | 2 576                 |
| Terra                   | 0,9833         | 1,017          | 1 413                 | 1 321                 |
| Marte                   | 1,382          | 1,666          | 715                   | 492                   |
| Júpiter                 | 4,950          | 5,458          | 55,8                  | 45,9                  |
| Saturno                 | 9,048          | 10,12          | 16,7                  | 13,4                  |
| Urano                   | 18,38          | 20,08          | 4,04                  | 3,39                  |
| Netuno                  | 29,77          | 30.44          | 1,54                  | 1,47                  |
| Plutão                  | 29,66          | 48,87          | 1,55                  | 0,57                  |

A luminosidade real da luz solar observada na superfície também depende da presença e composição de uma atmosfera. Por exemplo, a atmosfera espessa de Vênus reflete mais de 60% da luz solar que recebe. A iluminação real da superfície é de cerca de 14 000 lux, comparável à da Terra "durante o dia com nuvens encobertas".
A luz solar em Marte seria mais ou menos como a luz do dia na Terra durante um dia ligeiramente nublado e, como pode ser visto nas fotos tiradas pelos rovers, há radiação difusa suficiente para que as sombras não pareçam particularmente escuras. Portanto, daria a percepção e "sensação" muito parecidas com a luz do dia na Terra. O espectro na superfície é ligeiramente mais avermelhado do que na Terra, devido à dispersão pelo pó avermelhado na atmosfera marciana.
Para comparação, a luz solar em Saturno é ligeiramente mais brilhante do que a luz solar na Terra ao nascer ou pôr do sol. Mesmo em Plutão, a luz solar ainda seria brilhante o suficiente para quase igualar a média de uma sala de estar. Para ver a luz solar tão fraca quanto a luz cheia da lua na Terra, é necessária uma distância de cerca de 500 UA (~69 horas-luz); apenas um punhado de objetos no Sistema Solar foram descobertos e são conhecidos por orbitar a uma distância maior do que essa, entre eles 90377 Sedna e (87269) 2000 OO67.